# ساموئل ریردون
ساموئل ریردون (انگلیسی: Samuel Reardon؛ زادهٔ ۳۰ اکتبر ۲۰۰۳) دونده سرعت اهل بریتانیا است.